# 盧基約

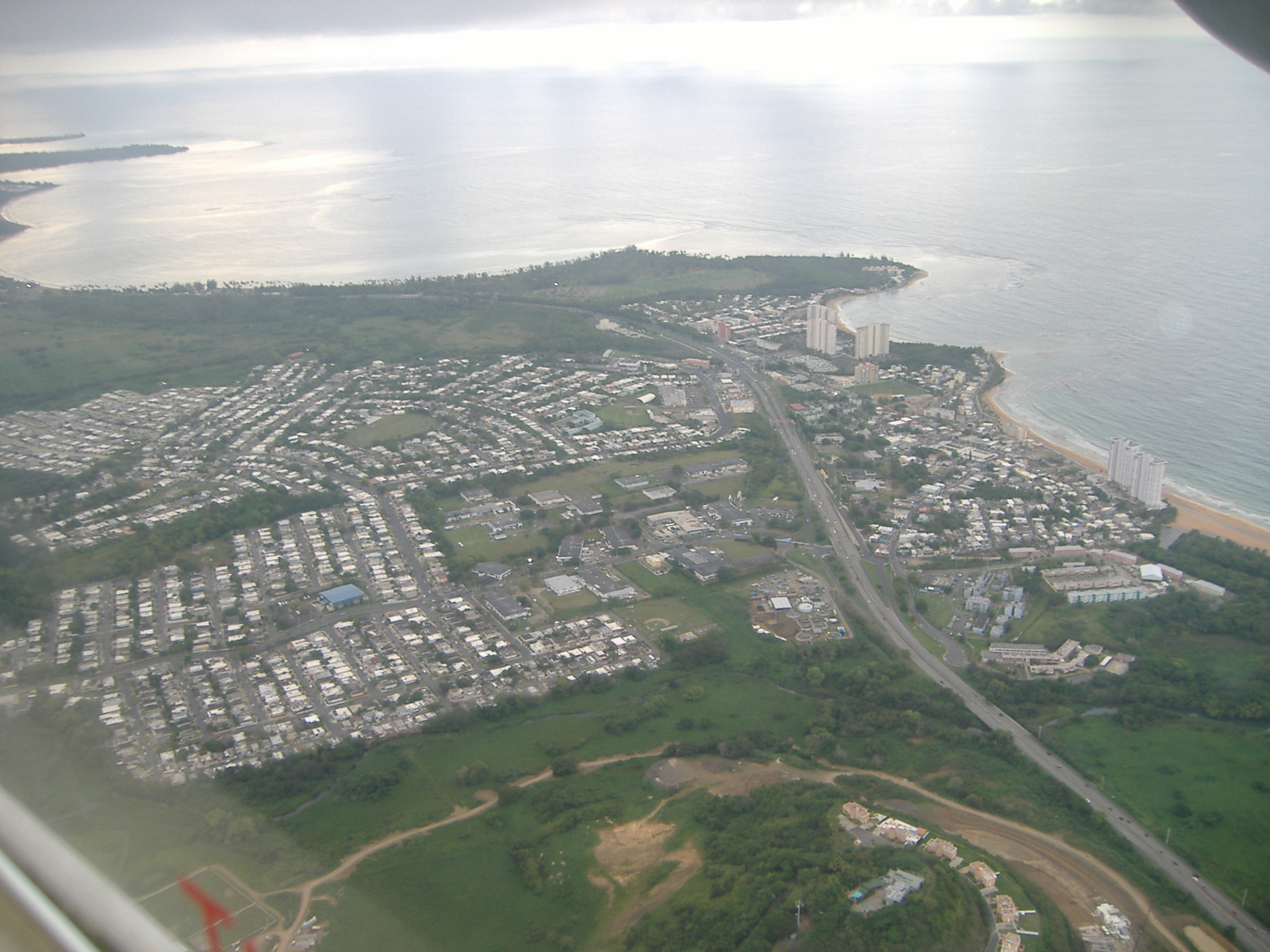

盧基約（西班牙語：Luqillo）是波多黎各的城鎮，位於該島東北部，始建於1797年，面積88平方公里，海拔高度19米，該鎮曾發現金礦，2010年人口20,068，人口密度每平方公里230人。

## 外部連結
- Places in Luquillo